# Io rinasco
Io rinasco è un singolo di Annalisa Minetti pubblicato nel 2017. Il brano si chiama come il libro pubblicato da Annalisa sempre nel 2017. La canzone da anche il nome al tour.
Il brano è stato scritto per il testo da Annalisa Minetti, Stefano Tedeschi e Vittorio Centrone; mentre per la musica da Danilo Di Lorenzo e Stefano Tedeschi.
La canzone è accompagnata da un video diretto da Cinzia TH Torrini. Il video è stato girato a Rocca Calascio e nella riserva naturale Duna Feniglia.

## Tracce
1. Io rinasco – 3:40 (testo: Annalisa Minetti, Stefano Tedeschi, Vittorio Centrone – musica: Danilo Di Lorenzo, Stefano Tedeschi)